# Scherpenzeel
Scherpenzeel é um município dos Países Baixos, situado na província da Guéldria. Tem 13,81 km² de área e sua população em 2020 foi estimada em 10.000 habitantes.